# Loris Capirossi
Loris Capirossi   (Castel San Pietro Terme, 4 d'abril de 1973) és un antic pilot de motociclisme italià que va guanyar tres Campionats del Món (dos de 125cc i un de 250cc) durant la dècada del 1990. En guanyar el seu primer títol de 125cc el 1990 a l'edat de 17 anys i 165 dies, va esdevenir el campió del món de motociclisme més jove de la història. En córrer la seva cursa número 300 al Gran Premi de Qatar del 2010 va esdevenir el primer pilot de la història del mundial a haver corregut en un mínim de 300 Grans Premis.
Actualment, Capirossi exerceix d'assessor de seguretat de Dorna Sports, l'empresa titular dels drets comercials de les curses del mundial de motociclisme.

## Carrera esportiva
Loris Capirossi va tenir la seva primera minimoto a quatre anys i a catorze va participar per primera vegada en una cursa amb una Honda NS125. Aquell any va quedar sisè al Campionat d'Itàlia de Sport Production. L'any següent participà al mateix campionat en la categoria de 125 GP, on quedà novè, i el 1988 va córrer al Campionat d'Europa, on quedà també novè al seu primer any, però subcampió al segon, el 1989.

### 125cc (1990-1991)

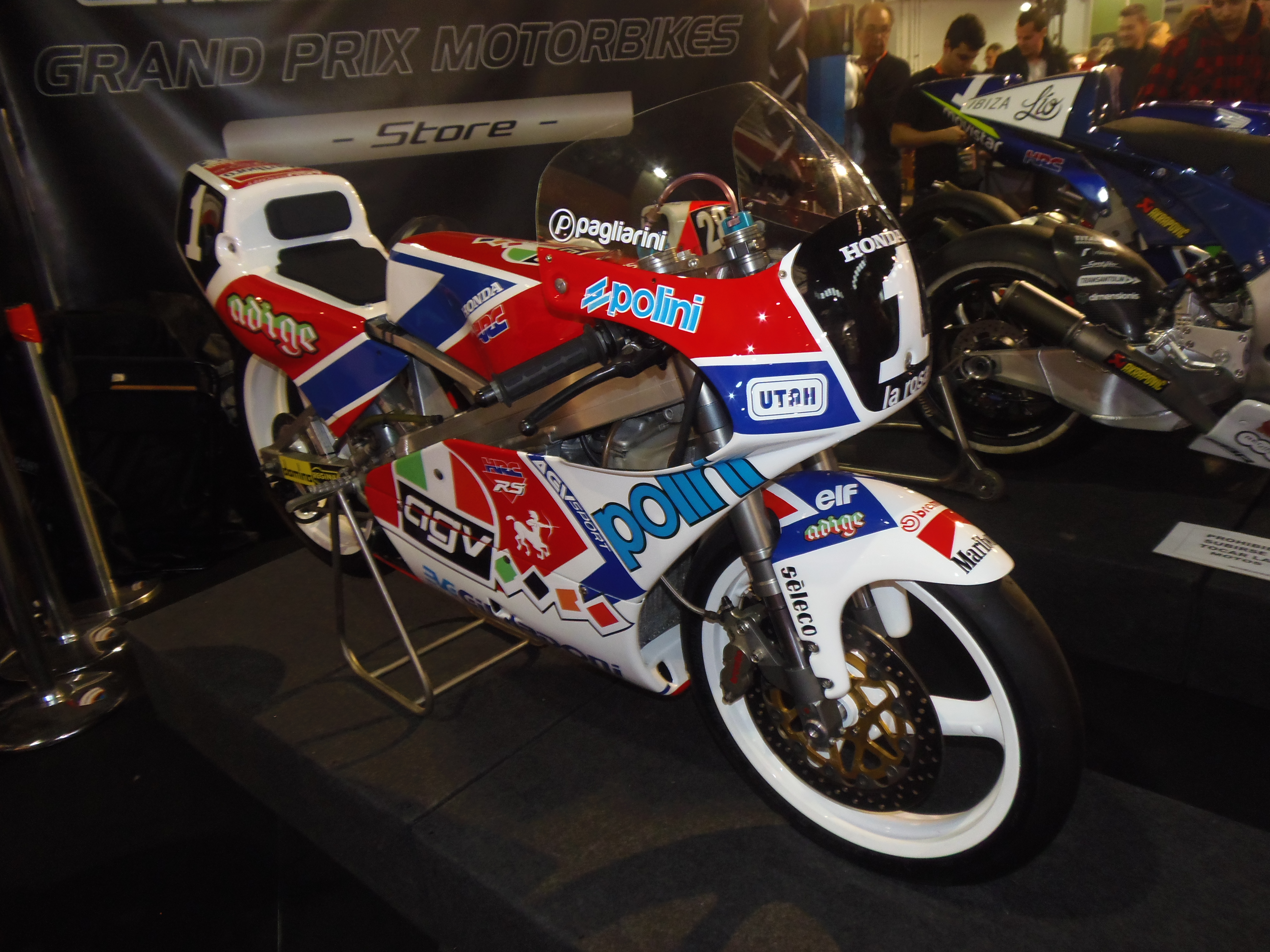
L'Honda RS125R amb què guanyà el mundial de 1991

Capirossi va debutar en Gran Premi a la categoria de 125cc el 1990 amb l'equip Polini Honda, dirigit per l'excampió del món Paolo Pileri. Aquell any ja va acabar entre els sis primers en deu ocasions, vuit d'elles al podi, i va obtenir victòries a Gran Bretanya, Hongria i Austràlia. El nombrós contingent italià el va ajudar a la ronda final fent pinya al seu voltant i frustrant les aspiracions al títol del seu rival més proper, Hans Spaan, posant fi així a una temporada controvertida. En la seva primera temporada completa als Grans Premis, doncs, Capirossi va guanyar el seu primer campionat del món a només disset anys, 5 mesos i 13 dies.
La seva segona temporada (1991) va ser encara millor i va poder defensar còmodament el títol de 125cc. Aquell any, Capirossi i el seu equip van rebre el patrocini d'AGV Helmets i AGV Sportleathers. L'italià només va sortir una vegada per darrere de la primera fila de la graella i va aconseguir cinc pole positions, així com quatre voltes ràpides. D'un total de tretze proves, va pujar al podi a dotze i va acabar sisè a Àustria. Va quedar segon cinc vegades i va guanyar a Austràlia, Malàisia i tres Grans Premis europeus. Gràcies als seus 225 punts totals, 200 de nets, va guanyar el títol i l'any següent va pujar a la categoria de 250cc.

### 250 i 500cc (1992-2001)

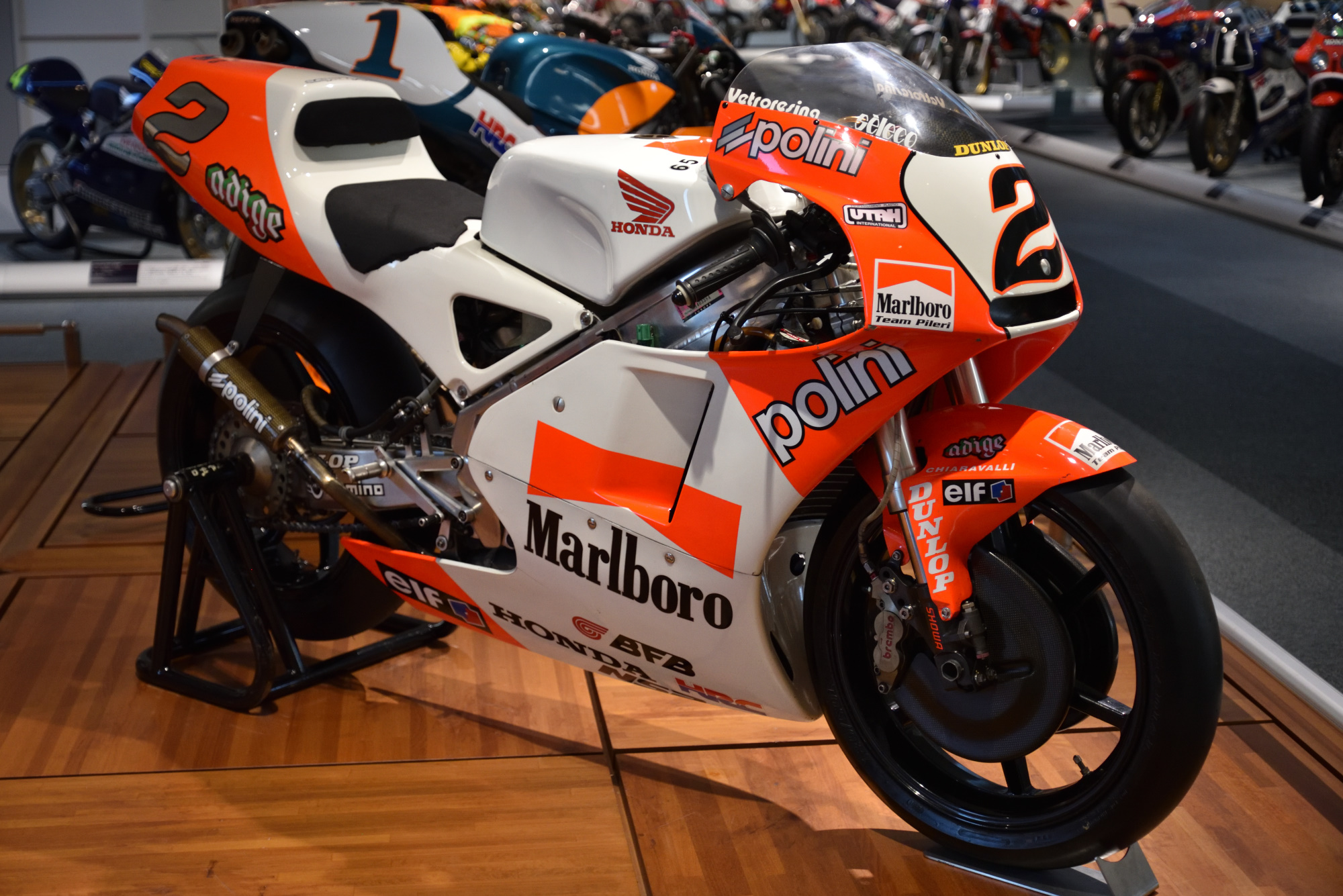
L'Honda NSR250 que pilotà el 1994

Capirossi va passar als 250cc el 1992 amb una Honda NSR250	de l'any anterior. El 1993 va aconseguir la seva primera victòria en aquesta categoria al Gran Premi dels Països Baixos i en va afegir dues més a San Marino i als Estats Units, però finalment va acabar la temporada segon a només a quatre punts de Tetsuya Harada. Va passar el mateix el 1994, aquesta vegada amb una victòria més i tot, quan finalment va acabar tercer per darrere de Max Biaggi i Tadayuki Okada.
La temporada de 1995 va passar a la categoria màxima, els 500cc, amb una Pileri Honda i tot i que sovint feia millors temps als entrenaments que a les curses, encara va poder acabar en la sisena posició final. El 1996 no va poder acabar cinc de les set primeres curses, però a partir de llavors va acabar sovint amb punts i va arribar a guanyar la darrera cursa, a Austràlia, amb l'equip Yamaha de Wayne Rainey.
Capirossi va tornar al mundial de 250cc el 1997 amb l'equip d'Aprilia. Tot i que va acabar sisè en el seu primer any amb l'equip en aquesta cilindrada, va ser molt més competitiu la temporada 1998, en què va lluitar pel títol amb el seu company d'Aprilia, Tetsuya Harada, fins al Gran Premi de l'Argentina, en què tots dos es van veure involucrats en un incident controvertit. Harada anava davant del seu company a la segona posició darrere de Valentino Rossi a l'últim revolt de l'última volta, quan la moto de Capirossi va colpejar pel darrere la de Harada i va fer sortir de la pista el japonès. Rossi es va endur la victòria, mentre que Capirossi es va recuperar de la topada i va aconseguir el segon lloc i el campionat del món. Aprilia el va alliberar del contracte en acabar-se la temporada.
Capirossi va passar aleshores a Honda per al mundial de 1999, en què acabà tercer amb tres victòries. Es va veure esquitxat de nou per la polèmica quan li mostraren la bandera negra a Mugello per conducció perillosa després d'haver estat involucrat en un incident amb Marcellino Lucchi al començament de la cursa i haver avançat sota banderes grogues. Capirossi va tornar al campionat de 500cc el 2000 amb l'equip Honda de Sito Pons. L'italià va romandre definitivament en aquesta categoria i hi va viure l'evolució a l'era MotoGP de 990 cc i, finalment, 800 cc de quatre temps. El 2000 va guanyar el Gran Premi d'Itàlia i va acabar setè de la general, a un punt de Carles Checa. La temporada del 2001 va ser millor i va acabar tercer darrere de Valentino Rossi i Max Biaggi, tot i que no va obtenir cap victòria durant el campionat. Aquella fou també l'última temporada de la categoria dels 500cc.

### MotoGP (2002-2011)

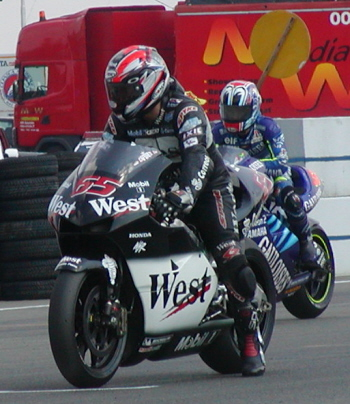
Amb l'Honda de MotoGP el 2002

La temporada del 2002, primera de l'era MotoGP, va resultar poc reeixida per a Capirossi ja que va patir una lesió al canell a la setena cursa en saltar-se la xicana i sortir de la pista. Honda no li va donar accés a la moto de quatre temps a finals de temporada mentre que sí que n'hi donava al seu company d'equip Alex Barros, ja que Capirossi era a punt de deixar l'equip.

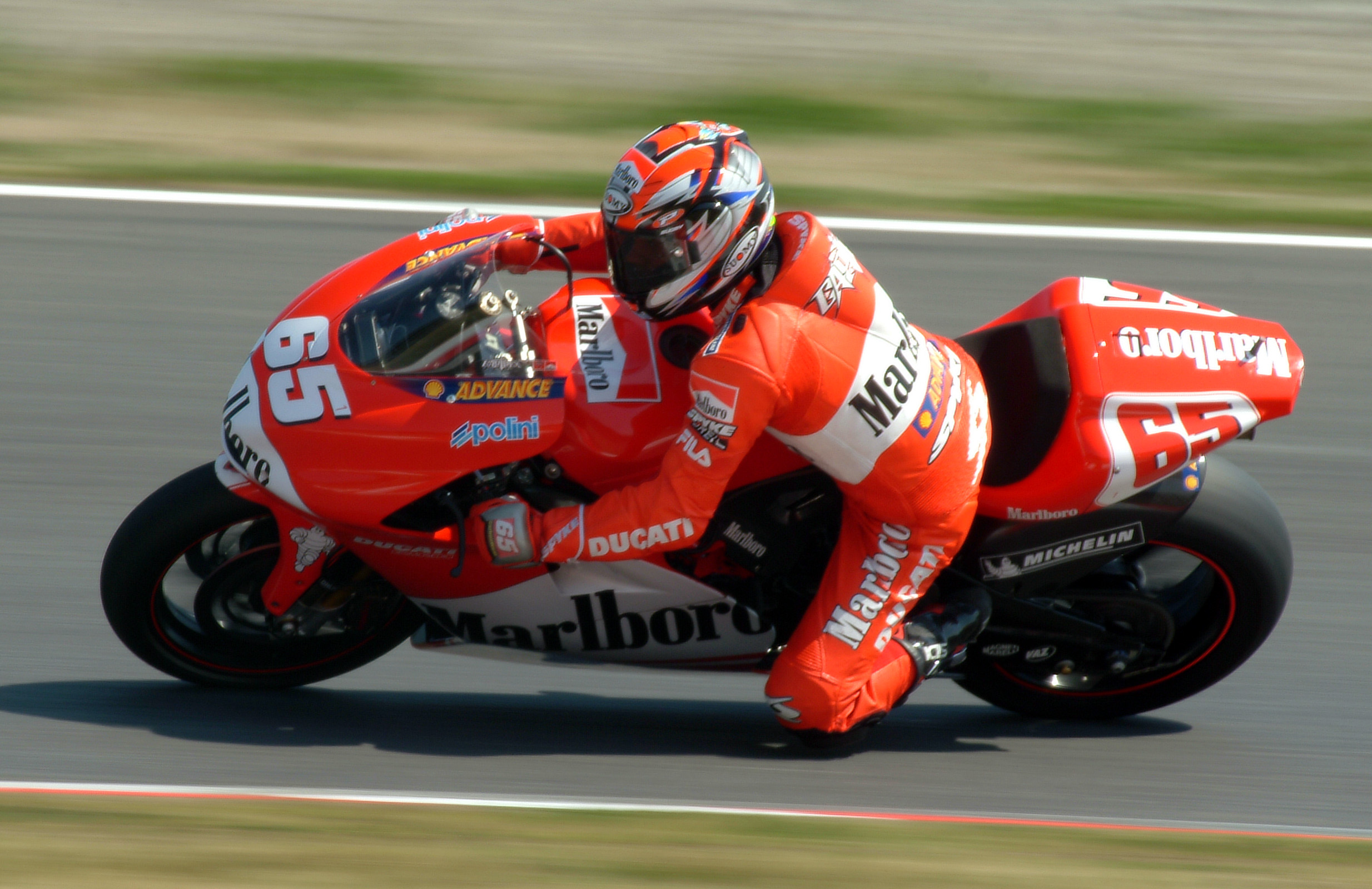
Amb la Ducati al GP del Japó el 2003

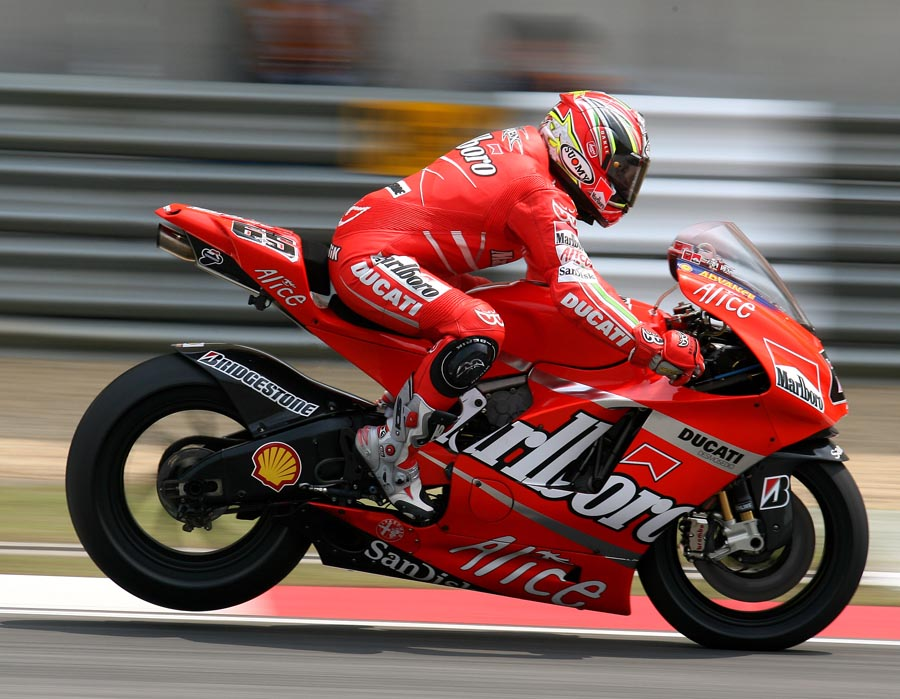
Amb la Ducati al el 2007

El 2003, Capirossi va entrar a Ducati, aconseguint la seva primera victòria al circuit de Catalunya (la primera victòria d'un italià amb moto italiana al mundial des de 1976) i la quarta posició final al campionat. La temporada del 2004, però, fou decebedora a causa de la moto, que tot i oferir una gran velocitat en línia recta tenia poca adherència. Va continuar a Ducati el 2005 i a finals d'any va aconseguir dues victòries (GP del Japó i GP de Malàisia) ajudat per la millora dels pneumàtics Bridgestone.
Capirossi i Ducati van començar la temporada del 2006 amb una sorprenent victòria al circuit de Jerez i l'italià es va classificar segon tant al Gran Premi de França com al d'Itàlia, empatant així al primer lloc de la classificació provisional del mundial amb el nord-americà Nicky Hayden. Tanmateix, es va veure atrapat en una col·lisió múltiple a la sortida del Gran Premi de Catalunya i es va haver de perdre la repetició de la sortida, retrocedint en la classificació del campionat envers Hayden. Tot i que va sortir malparat en aquell accident, aparentment molt greu, no va patir ferides significatives més enllà de contusions importants. Va tornar a la següent ronda, però una sèrie de resultats discrets el van fer caure al cinquè lloc de la classificació provisional abans de la cursa de Brno, on va començar des del segon lloc, va avançar al començament i es va allunyar de la resta fins a aconseguir una fàcil victòria. Capirossi va atribuir l'èxit a un canvi de configuració tardà que l'equip pensava que es podria aplicar a la moto a tots els circuits. Va pujar a la classificació del campionat i finalment va acabar-hi en tercer lloc després de quedar segon a l'última cursa darrere del seu company d'equip Troy Bayliss.
El 2007 no va ser una temporada tan reeixida per a Capirossi. Immediatament després de la conclusió del Gran Premi dels Estats Units a Laguna Seca, Ducati va anunciar el fitxatge de Marco Melandri i l'extensió del contracte de Casey Stoner per a les temporades 2008 i 2009. Això va deixar Capirossi sense una posició ferma a l'equip Marlboro Ducati; es va plantejar la possibilitat d'esdevenir el tercer pilot de fàbrica o bé l'opció de gestionar un equip satèl·lit, però Capirossi no va ser informat de la decisió abans que l'afer fos publicat a la premsa, cosa que el va disgustar.

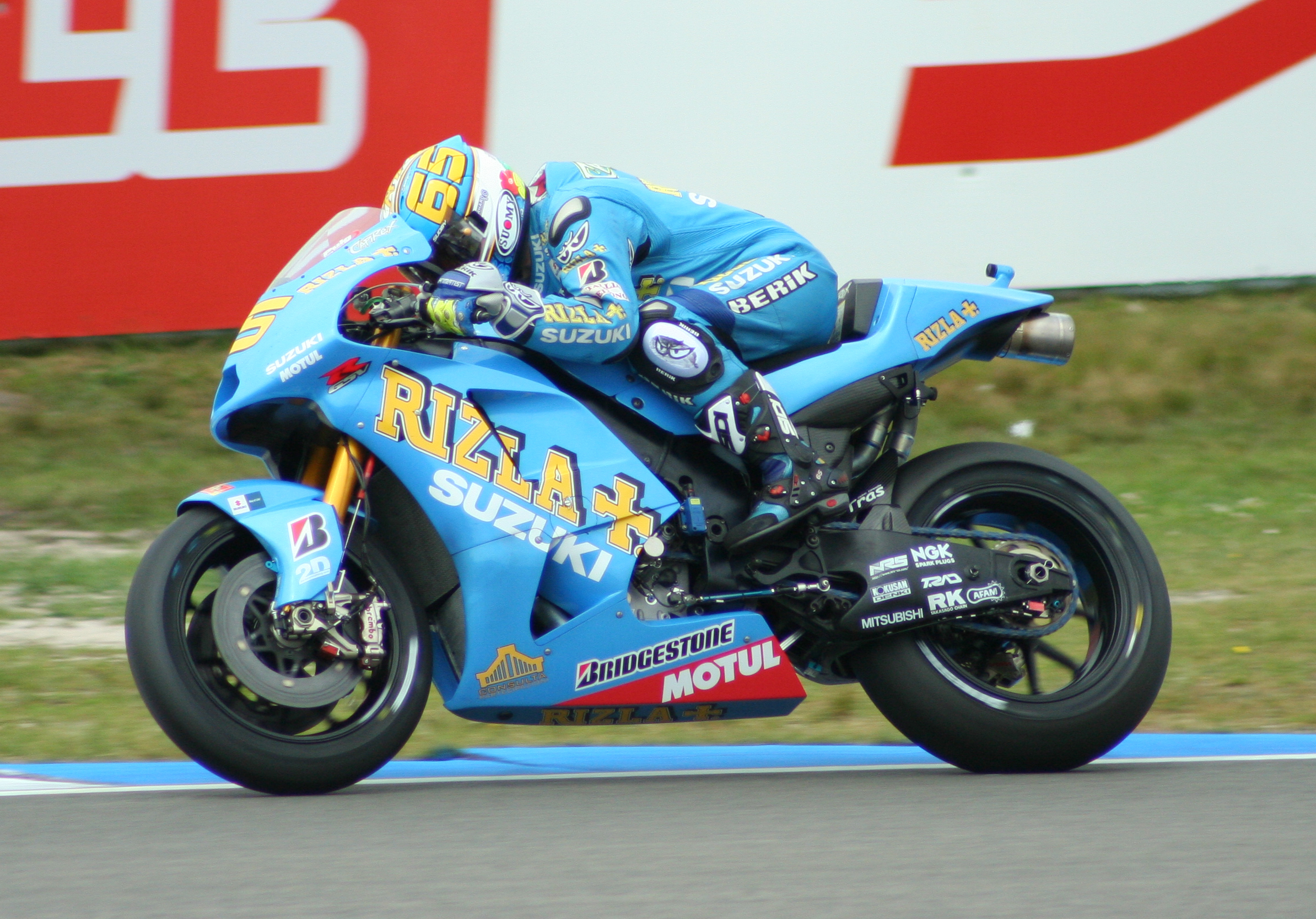
Amb la Suzuki a Assen el 2009

El 16 d'agost de 2007, Capirossi va anunciar que correria amb l'equip de fàbrica de Suzuki les temporades de 2008 i 2009, al costat de l'australià Chris Vermeulen. El 2008, l'italià va tenir una temporada menys reeixida a causa de molts resultats fluixos durant la temporada. L'únic podi que va obtenir va ser al Gran Premi de la República Txeca, a Brno. Al circuit de Catalunya, Capirossi es va lesionar i es va perdre les dues curses següents. Va acabar la temporada en desè lloc, la seva posició més baixa des de 1996. El 2009 va començar la temporada amb un accident al Gran Premi de Qatar quan anava segon. A Itàlia, Capirossi va lluitar amb Stoner pel primer lloc, però va caure al cinquè per culpa de la Suzuki, més lenta a la recta principal. Va acabar la temporada en novè lloc sense podis per primera vegada des de 1992.
L'11 d'abril de 2010, Capirossi va esdevenir el primer pilot de la història a haver pres la sortida en 300 curses quan va acabar novè al Gran Premi de Qatar. La resta de la temporada va estar farcida de retirades i lesions. De cara al 2011 va anunciar que canviaria a l'equip Ducati Pramac.
L'11 de juny de 2010, Capirossi va pilotar una Suzuki al Snaefell Mountain Course de l'illa de Man com a part del 50è aniversari de la marca al TT de l'illa de Man. En acabar la seva volta va qualificar l'experiència d'«increïble».

## Retirada

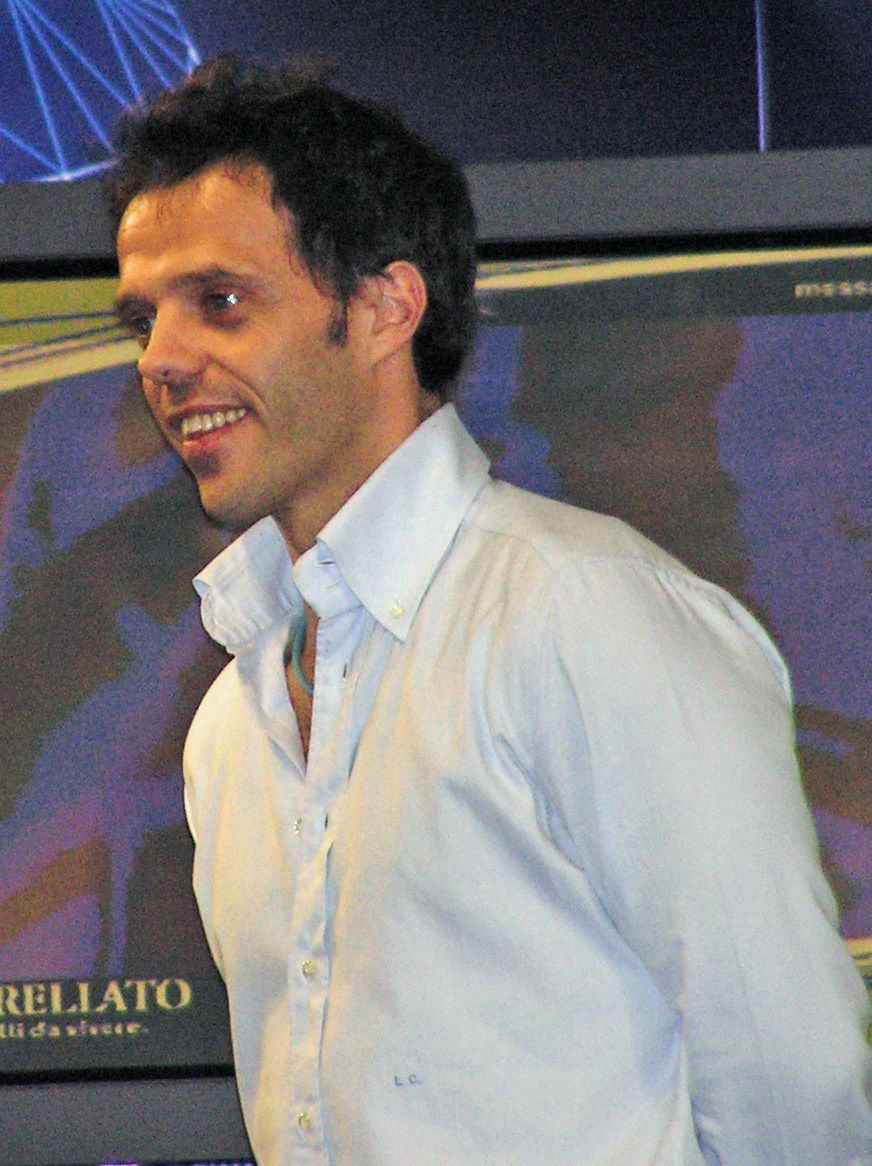
Capirossi a l'EICMA el 2007

L'1 de setembre de 2011, Capirossi va anunciar que es retiraria de les curses en acabar la temporada.
Després de la seva retirada, el seu dorsal, el 65, es va retirar extraoficialment de la categoria de MotoGP. El 7 de novembre de 2016, durant les setmanes prèvies al Gran Premi de la Comunitat Valenciana, es va anunciar que el seu dorsal havia estat retirat de totes les categories del mundial de motociclisme. Tanmateix, podria ser que només es tractés d'una retirada oficial de la classe de MotoGP, ja que dos dies després, durant la publicació de la llista d'inscrits de la temporada de Moto3 del 2017, Philipp Öttl figurava encara amb aquest número (un número, d'altra banda, que Öttl havia fet servir durant tota la seva carrera fins aleshores).

## Vida personal
Capirossi es va casar amb Ingrid Tence l'agost de 2002 i actualment la parella resideix a Mònaco. El seu primer fill, Riccardo Capirossi, va néixer el 2 d'abril de 2007.
L'agost de 2007, l'autoritat fiscal italiana va anunciar que Capirossi estava sota investigació per sospita d'evasió fiscal en relació amb presumptes ingressos no declarats d'1,3 milions d'euros el 2002. L'autoritat també va investigar Valentino Rossi, resident a Londres. El tècnic i antic director d'equip de Capirossi, Carlo Pernat, va declarar a la premsa: «És absolutament absurd. En Loris viu realment a Montecarlo. No entenc què li poden tenir. No té cap propietat a Itàlia».
Capirossi és membre del club 'Champions for Peace', un grup de més de 90 famosos creat per Peace and Sport, una organització internacional amb seu a Mònaco i sota l'Alt Patrocini del príncep Albert II. Aquest grup de campions de primer nivell vol fer de l'esport una eina de diàleg i de cohesió social.

## Llibres i pel·lícules

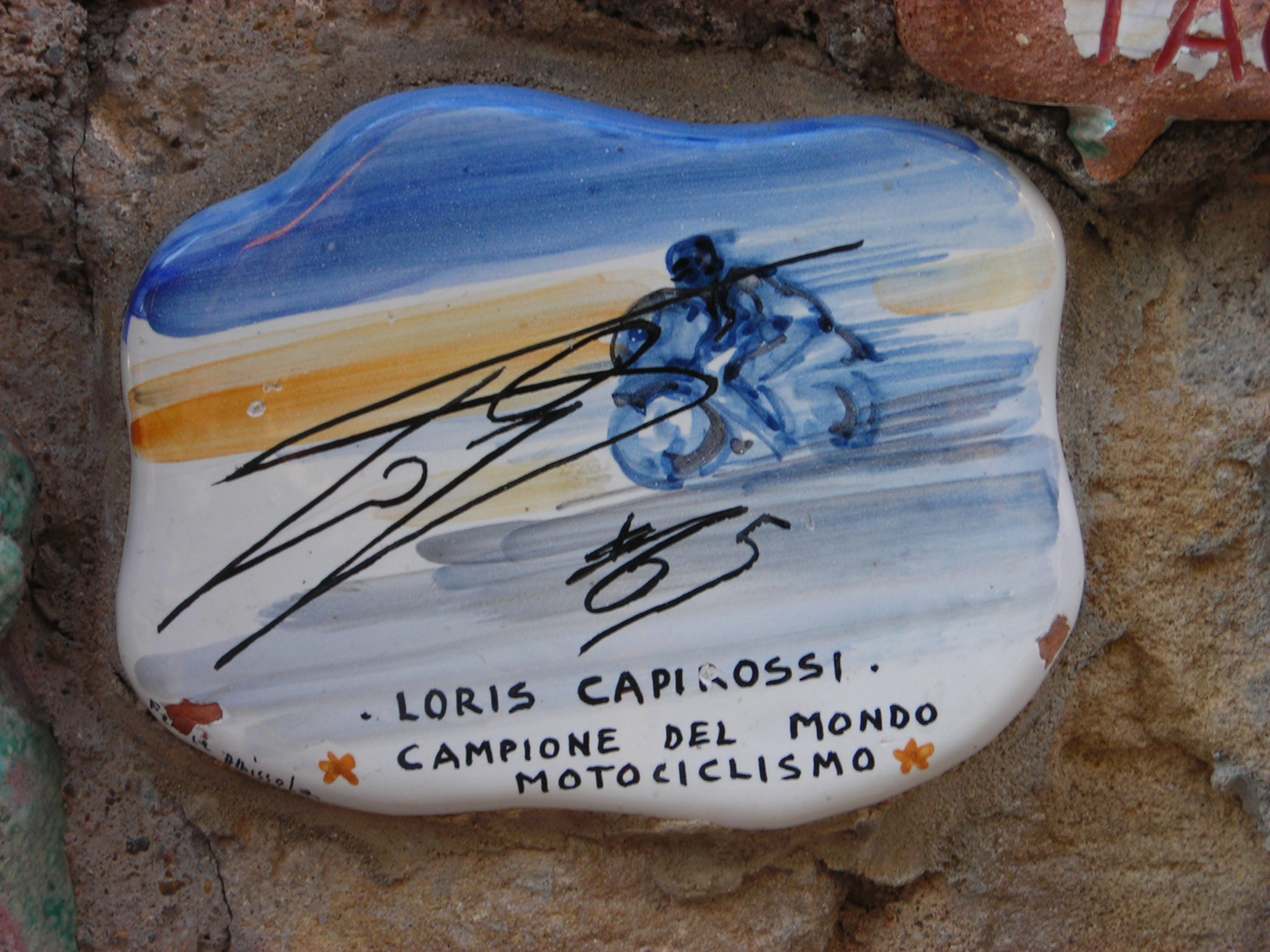
Placa de ceràmica autografiada per Capirossi

El 2017, l'editorial Sperling & Kupfer va publicar la biografia de Capirossi sota el títol 65 – la mia vita senza paura ('65 – la meva vida sense por'). El llibre va ser escrit conjuntament amb l'escriptora italiana Simone Sarasso i només es va publicar a Itàlia.
El llibre Belìn che paddock del director de MotoGP Carlo Pernat, que va dirigir Capirossi durant diversos anys, també descriu moments clau de la carrera del campió.
A la primera part del documental Mancini, the Motorcycle Wizard, del director Jeffrey Zani, Capirossi i el seu antic mecànic Guido Mancini rememoren el primer any del pilot al Campionat d'Itàlia de 125 GP. Capirossi també va ser entrevistat per al documental de MotoGP Faster, de Mark Neale

## Resultats al Mundial de motociclisme

### Per temporada
| Any   | Categoria | Moto          | Equip                 | Curses | Victòries | Podis | Poles | FLaps | Pts  | Posició | Títols |
| ----- | --------- | ------------- | --------------------- | ------ | --------- | ----- | ----- | ----- | ---- | ------- | ------ |
| 1990  | 125cc     | Honda RS125   | Polini Honda          | 14     | 3         | 8     | 0     | 0     | 182  | 1r      | 1      |
| 1991  | 125cc     | Honda RS125   | Polini Honda          | 13     | 5         | 12    | 5     | 4     | 200  | 1r      | 1      |
| 1992  | 250cc     | Honda NSR250  | Marlboro Honda        | 13     | 0         | 0     | 0     | 0     | 27   | 12è     | –      |
| 1993  | 250cc     | Honda NSR250  | Marlboro Honda        | 14     | 3         | 7     | 7     | 5     | 193  | 2n      | –      |
| 1994  | 250cc     | Honda NSR250  | Marlboro Honda        | 14     | 4         | 9     | 5     | 5     | 199  | 3r      | –      |
| 1995  | 500cc     | Honda NSR500  | Team Pileri           | 12     | 0         | 1     | 0     | 0     | 108  | 6è      | –      |
| 1996  | 500cc     | Yamaha YZR500 | Rainey-Yamaha         | 15     | 1         | 2     | 0     | 0     | 98   | 10è     | –      |
| 1997  | 250cc     | Aprilia RS250 | Aprilia Racing Team   | 14     | 0         | 3     | 1     | 2     | 116  | 6è      | –      |
| 1998  | 250cc     | Aprilia RS250 | Aprilia Racing Team   | 14     | 2         | 9     | 8     | 3     | 224  | 1r      | 1      |
| 1999  | 250cc     | Honda RS250   | Elf Axo Honda Gresini | 15     | 3         | 9     | 2     | 3     | 209  | 3r      | –      |
| 2000  | 500cc     | Honda NSR500  | Emerson Honda Pons    | 16     | 1         | 4     | 1     | 1     | 154  | 7è      | –      |
| 2001  | 500cc     | Honda NSR500  | West Honda Pons       | 16     | 0         | 9     | 4     | 1     | 210  | 3r      | –      |
| 2002  | MotoGP    | Honda NSR500  | West Honda Pons       | 14     | 0         | 2     | 0     | 0     | 109  | 8è      | –      |
| 2003  | MotoGP    | Ducati GP3    | Ducati Marlboro Team  | 16     | 1         | 6     | 3     | 1     | 177  | 4t      | –      |
| 2004  | MotoGP    | Ducati GP4    | Ducati Marlboro Team  | 16     | 0         | 1     | 0     | 1     | 117  | 9è      | –      |
| 2005  | MotoGP    | Ducati GP5    | Ducati Marlboro Team  | 15     | 2         | 4     | 3     | 1     | 157  | 6è      | –      |
| 2006  | MotoGP    | Ducati GP6    | Ducati Marlboro Team  | 17     | 3         | 8     | 2     | 5     | 229  | 3r      | –      |
| 2007  | MotoGP    | Ducati GP7    | Ducati Marlboro Team  | 18     | 1         | 4     | 0     | 0     | 166  | 7è      | –      |
| 2008  | MotoGP    | Suzuki GSV-R  | Rizla Suzuki MotoGP   | 16     | 0         | 1     | 0     | 0     | 118  | 10è     | –      |
| 2009  | MotoGP    | Suzuki GSV-R  | Rizla Suzuki MotoGP   | 17     | 0         | 0     | 0     | 0     | 110  | 9è      | –      |
| 2010  | MotoGP    | Suzuki GSV-R  | Rizla Suzuki MotoGP   | 16     | 0         | 0     | 0     | 0     | 44   | 16è     | –      |
| 2011  | MotoGP    | Ducati GP11   | Pramac Racing Team    | 13     | 0         | 0     | 0     | 0     | 43   | 17è     | –      |
| Total |           |               |                       | 328    | 29        | 99    | 41    | 32    | 3190 |         | 3      |

### Per categoria
| Categoria | Any                  | 1r GP               | 1r Podi                | 1a Victòria              | Curses | Victòries | Podis | Poles | FLaps | Pts  | Títols |
| --------- | -------------------- | ------------------- | ---------------------- | ------------------------ | ------ | --------- | ----- | ----- | ----- | ---- | ------ |
| 125cc     | 1990–1991            | GP del Japó 1990    | GP de les Nacions 1990 | GP de Gran Bretanya 1990 | 27     | 8         | 20    | 5     | 4     | 382  | 2      |
| 250cc     | 1992–1994, 1997–1999 | GP del Japó 1992    | GP d'Àustria 1993      | Dutch TT 1993            | 84     | 12        | 37    | 23    | 18    | 968  | 1      |
| 500cc     | 1995–1996, 2000–2001 | GP d'Austràlia 1995 | GP de Catalunya 1995   | GP d'Austràlia 1996      | 59     | 2         | 16    | 5     | 2     | 570  | 0      |
| MotoGP    | 2002–2011            | GP del Japó 2002    | GP de Sud-àfrica 2002  | GP de Catalunya 2003     | 158    | 7         | 26    | 8     | 8     | 1270 | 0      |
| Total     | 1990–2011            |                     |                        |                          | 328    | 29        | 99    | 41    | 32    | 3190 | 3      |

### Curses per any
Barem de puntuació de 1988 a 1991:
| Posició | 1  | 2  | 3  | 4  | 5  | 6  | 7 | 8 | 9 | 10 | 11 | 12 | 13 | 14 | 15 |
| Punts   | 20 | 17 | 15 | 13 | 11 | 10 | 9 | 8 | 7 | 6  | 5  | 4  | 3  | 2  | 1  |

Barem de puntuació de 1992:
| Posició | 1  | 2  | 3  | 4  | 5 | 6 | 7 | 8 | 9 | 10 |
| Punts   | 20 | 15 | 12 | 10 | 8 | 6 | 4 | 3 | 2 | 1  |

Barem de puntuació de 1993 ençà:
| Posició | 1  | 2  | 3  | 4  | 5  | 6  | 7 | 8 | 9 | 10 | 11 | 12 | 13 | 14 | 15 |
| Punts   | 25 | 20 | 16 | 13 | 11 | 10 | 9 | 8 | 7 | 6  | 5  | 4  | 3  | 2  | 1  |

(Ids. Grans Premis | Llegenda) (Curses en negreta indiquen pole; curses en  itàlica indiquen volta ràpida)
| Any  | Categoria | Moto    | 1       | 2       | 3       | 4       | 5       | 6       | 7       | 8       | 9       | 10      | 11      | 12      | 13      | 14      | 15      | 16      | 17     | 18      | Posició | Pts |
| ---- | --------- | ------- | ------- | ------- | ------- | ------- | ------- | ------- | ------- | ------- | ------- | ------- | ------- | ------- | ------- | ------- | ------- | ------- | ------ | ------- | ------- | --- |
| 1990 | 125cc     | Honda   | JPN 6   | ESP 7   | NAT 3   | GER 3   | AUT 2   | YUG 2   | DTT Ret | BEL 2   | FRA 4   | GBR 1   | SWE 7   | CSR Ret | HUN 1   | AUS 1   |         |         |        |         | 1r      | 182 |
| 1991 | 125cc     | Honda   | JPN 3   | AUS 1   | ESP 3   | ITA 2   | GER 2   | AUT 6   | EUR 1   | DTT 2   | FRA 1   | GBR 1   | SM 2    | CSR 2   | MAL 1   |         |         |         |        |         | 1r      | 200 |
| 1992 | 250cc     | Honda   | JPN 9   | AUS Ret | MAL 9   | ESP 11  | ITA 9   | EUR Ret | GER 9   | DTT 8   | HUN Ret | FRA Ret | GBR 7   | BRA 7   | RSA 5   |         |         |         |        |         | 12è     | 27  |
| 1993 | 250cc     | Honda   | AUS Ret | MAL 12  | JPN 10  | ESP 10  | AUT 2   | GER 2   | DTT 1   | EUR Ret | SM 1    | GBR 2   | CZE 5   | ITA 2   | USA 1   | FIM 5   |         |         |        |         | 2n      | 193 |
| 1994 | 250cc     | Honda   | AUS 3   | MAL 3   | JPN 2   | ESP Ret | AUT 1   | GER 1   | DTT Ret | ITA 3   | FRA 1   | GBR 1   | CZE Ret | USA Ret | ARG 5   | EUR 2   |         |         |        |         | 3r      | 199 |
| 1995 | 500cc     | Honda   | AUS 8   | MAL Ret | JPN Ret | ESP 6   | GER 6   | ITA 9   | DTT 4   | FRA     | GBR 4   | CZE 4   | BRA 9   | ARG 5   | EUR 3   |         |         |         |        |         | 6è      | 108 |
| 1996 | 500cc     | Yamaha  | MAL Ret | INA 3   | JPN Ret | ESP 4   | ITA Ret | FRA Ret | DTT Ret | GER 12  | GBR 6   | AUT 8   | CZE 5   | IMO Ret | CAT 9   | BRA 12  | AUS 1   |         |        |         | 10è     | 98  |
| 1997 | 250cc     | Aprilia | MAL Ret | JPN 11  | ESP Ret | ITA 3   | AUT 4   | FRA 4   | DTT 3   | IMO Ret | GER 5   | BRA 4   | GBR 3   | CZE Ret | CAT 5   | INA 14  | AUS     |         |        |         | 6è      | 116 |
| 1998 | 250cc     | Aprilia | JPN 9   | MAL 5   | ESP 1   | ITA 4   | FRA 3   | MAD 3   | DTT Ret | GBR 1   | GER 4   | CZE 2   | IMO 2   | CAT 3   | AUS 2   | ARG 2   |         |         |        |         | 1r      | 224 |
| 1999 | 250cc     | Honda   | MAL 1   | JPN 3   | ESP 3   | FRA Ret | ITA EX  | CAT     | DTT 1   | GBR 2   | GER 2   | CZE 7   | IMO 1   | VAL 3   | AUS 6   | RSA 5   | BRA 3   | ARG Ret |        |         | 3r      | 209 |
| 2000 | 500cc     | Honda   | RSA 3   | MAL Ret | JPN 12  | ESP 6   | FRA 8   | ITA 1   | CAT 6   | DTT 3   | GBR 4   | GER 6   | CZE 5   | POR 13  | VAL Ret | BRA Ret | PAC 8   | AUS 2   |        |         | 7è      | 154 |
| 2001 | 500cc     | Honda   | JPN 8   | RSA 2   | ESP 8   | FRA 7   | ITA 2   | CAT 3   | DTT 3   | GBR 10  | GER 8   | CZE 3   | POR 2   | VAL Ret | PAC 3   | AUS 3   | MAL 2   | BRA 5   |        |         | 3r      | 210 |
| 2002 | MotoGP    | Honda   | JPN 9   | RSA 3   | ESP 4   | FRA 7   | ITA 6   | CAT 6   | DTT Ret | GBR     | GER     | CZE 6   | POR Ret | BRA 5   | PAC 3   | MAL 9   | AUS Ret | VAL Ret |        |         | 8è      | 109 |
| 2003 | MotoGP    | Ducati  | JPN 3   | RSA Ret | ESP Ret | FRA Ret | ITA 2   | CAT 1   | DTT 6   | GBR 4   | GER 4   | CZE Ret | POR 3   | BRA 6   | PAC 8   | MAL 6   | AUS 2   | VAL 3   |        |         | 4t      | 177 |
| 2004 | MotoGP    | Ducati  | RSA 6   | ESP 12  | FRA 10  | ITA 8   | CAT 10  | DTT 8   | BRA 4   | GER Ret | GBR 7   | CZE 5   | POR 7   | JPN Ret | QAT Ret | MAL 6   | AUS 3   | VAL 9   |        |         | 9è      | 117 |
| 2005 | MotoGP    | Ducati  | ESP 13  | POR 9   | CHN 12  | FRA 7   | ITA 3   | CAT 12  | DTT 10  | USA 10  | GBR 6   | GER 9   | CZE 2   | JPN 1   | MAL 1   | QAT 10  | AUS     | TUR     | VAL 7  |         | 6è      | 157 |
| 2006 | MotoGP    | Ducati  | ESP 1   | QAT 3   | TUR 6   | CHN 8   | FRA 2   | ITA 2   | CAT Ret | DTT 15  | GBR 9   | GER 5   | USA 8   | CZE 1   | MAL 2   | AUS 7   | JPN 1   | POR 12  | VAL 2  |         | 3r      | 229 |
| 2007 | MotoGP    | Ducati  | QAT Ret | ESP 12  | TUR 3   | CHN 6   | FRA 8   | ITA 7   | CAT 6   | GBR Ret | DTT Ret | GER 2   | USA Ret | CZE 6   | SM 5    | POR 9   | JPN 1   | AUS 2   | MAL 11 | VAL 5   | 7è      | 166 |
| 2008 | MotoGP    | Suzuki  | QAT 8   | ESP 5   | POR 9   | CHN 9   | FRA 7   | ITA 7   | CAT Ret | GBR     | DTT     | GER 7   | USA 15  | CZE 3   | SM 7    | INP 16  | JPN 6   | AUS 10  | MAL 7  | VAL 9   | 10è     | 118 |
| 2009 | MotoGP    | Suzuki  | QAT Ret | JPN 7   | ESP 6   | FRA 8   | ITA 5   | CAT 5   | DTT 9   | USA Ret | GER 11  | GBR 11  | CZE 5   | INP 7   | SM 5    | POR Ret | AUS 12  | MAL 9   | VAL 14 |         | 9è      | 110 |
| 2010 | MotoGP    | Suzuki  | QAT 9   | ESP Ret | FRA Ret | ITA 10  | GBR Ret | DTT 13  | CAT 7   | GER 11  | USA 10  | CZE Ret | INP 11  | SM Ret  | ARA     | JPN Ret | MAL Ret | AUS NVC | POR 13 | VAL Ret | 16è     | 44  |
| 2011 | MotoGP    | Ducati  | QAT Ret | ESP 11  | POR 12  | FRA Ret | CAT 9   | GBR 10  | DTT NVC | ITA     | GER     | USA 12  | CZE 13  | INP Ret | SM Ret  | ARA Ret | JPN     | AUS 9   | MAL C  | VAL 9   | 17è     | 43  |